# Volante (indumentaria)

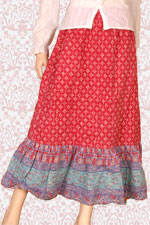
Falda con volante

Un volante es una pieza de tela alargada que rodea o remata una prenda, generalmente una falda o vestido, dándole mayor amplitud en la zona donde se coloca.
Los volantes son un tipo de ornamentación que se coloca sobre otra prenda y son típicos de España al estar asociados al traje de flamenca. Se llevan sobre vestidos, abrigos, faldas, blusas, pantalones y hasta en bikinis y bañadores. Los volantes pueden ir solos o superpuestos y suelen ir fruncidos para otorgarles más amplitud. Los volantes son característicos de los trajes de fiesta pero también se usan en prendas diurnas menos formales. 
Además de la decorativa, los volantes tienen otras utilidades, como la de disimular la gordura o dar volumen a una determinada zona del cuerpo que se quiere potenciar.

## Influencia flamenca

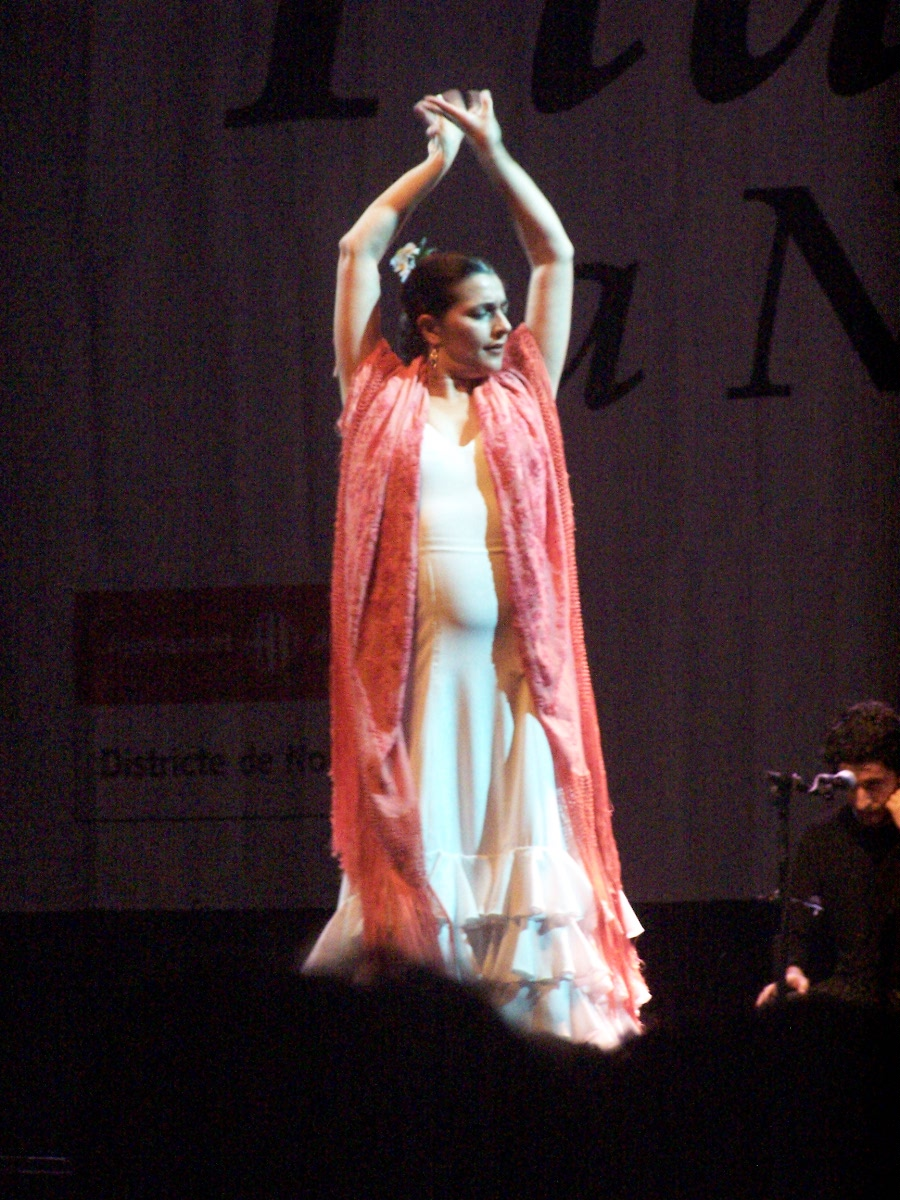
Bailaora con traje de flamenca

El traje de flamenca es un claro antecedente de los actuales trajes de volantes. Es sin duda, el elemento más conocido y vistoso del flamenco. Se trata de un traje largo y entallado que lleva varios volantes, tanto en la falda como en las mangas. Se confeccionan en alegres colores lisos o estampados, siendo los más típicos los que van con diseños de lunares.
El look flamenco ha inspirado a numerosos diseñadores, tanto españoles y extranjeros, para el diseño de vestidos, blusas y pantalones con volantes. Entre los primeros destacan Victorio & Lucchino y entre los extranjeros John Galliano, Valentino y Tom Ford.